# Juninho Berin
Juninho Berin (nome artístico de Carlos Alberto dos Santos Junior), (Taboão da Serra, 1981 - São Paulo, 28 de novembro de 2019), foi um compositor e intérprete de samba-enredo brasileiro, que teve passagens por escolas de samba do Carnaval de São Paulo.

## Alguns sambas de sua autoria
• Mancha Verde (2008) - "És imortal... Ariano Suassuna, sua vida, sua obra, patrimônio cultural"

• Mancha Verde (2011) - "Uma Idéia de Gênio!"

• Barroca Zona Sul (2014) -"Em um canto de fé e devoção, Barroca celebra as religiões nos seus 40 anos de samba e tradição"

• TUP (2015) - "Das cinzas da Fênix ressurge a mais vibrante"

• Camisa Verde e Branco (2019) - "Orin, Orin - Uma viagem sem fim... Quando os tambores ecoam na floresta, a Barra Funda está em festa"

## Vida pessoal
Juninho era natural de Taboão da Serra, e torcedor declarado do Clube de Regatas do Flamengo.
Ele era formado em Economia pela PUC-SP e também, diretor administrativo da União das Escolas de Samba de São Paulo.
Em 2014, se casou com Simone Paula Santos.

## Morte
O músico faleceu na noite de 28 de Novembro de 2019, aos 38 anos, vítima de uma infecção durante uma cirurgia.